# Danny McNamara
Pour les articles homonymes, voir McNamara.
Danny McNamara est le chanteur et leader du groupe britannique Embrace né le 31 décembre 1970 à Bailiff Bridge, dans le Royaume-Uni.